# Osvaldo Barsottini
Osvaldo Rubén Barsottini (Tandil, provincia de Buenos Aires, Argentina, 25 de agosto de 1981) es un exfutbolista argentino. Jugaba como marcador central y su primer equipo fue Racing. Actualmente es entrenador de fútbol y está libre.
Tras retirarse de manera profesional en Santamarina de Tandil de la Primera B Nacional, Barsottini pasó a Gimnasia y Esgrima de Tandil, de la Unión Regional Deportiva. En junio de 2023 logró el título liguero con el «Lobo», tras 26 años sin consagraciones para el club. Barsottini alzó la copa como capitán.

## Clubes
| Club                        | País      | Año           |
| --------------------------- | --------- | ------------- |
| Racing                      | Argentina | 2000-2003     |
| Godoy Cruz de Mendoza       | Argentina | 2003-2004     |
| Defensores de Belgrano      | Argentina | 2004-2005     |
| El Porvenir                 | Argentina | 2005          |
| San Martín de Mendoza       | Argentina | 2005-2006     |
| Platense                    | Argentina | 2006-2007     |
| Unión Española              | Chile     | 2008          |
| Independiente Rivadavia     | Argentina | 2008-2009     |
| Instituto de Córdoba        | Argentina | 2009-2012     |
| Gimnasia y Esgrima La Plata | Argentina | 2012-2016     |
| Colón de Santa Fe           | Argentina | 2016          |
| Ferro                       | Argentina | 2017-2018     |
| Santamarina de Tandil       | Argentina | 2018-2022     |
| Gimnasia y Esgrima (Tandil) | Argentina | 2022-presente |

### Como entrenador
| Club              | País      | Año  |
| ----------------- | --------- | ---- |
| Ramón Santamarina | Argentina | 2022 |

### Estadísticas
Actualizado al 30 de abril de 2018

| Racing Argentina |                     |                     |     |    |   |   |   |   |   |   |    |     |    |   |
| 1.ª | 2000-01             | 0                   | 0   | 0  | - | - | - | — | — | — | 0  | 0   | 0  |   |
| 1.ª | 2001-02             | 0                   | 0   | 0  | - | - | - | — | — | — | 0  | 0   | 0  |   |
| 1.ª | 2002-03             | 1                   | 0   | 0  | - | - | - | — | — | — | 1  | 0   | 0  |   |
| Total | Total               | 1                   | 0   | 0  | 0 | 0 | 0 | 0 | 0 | 0 | 1  | 0   | 0  |   |
| Godoy Cruz Argentina |                     |                     |     |    |   |   |   |   |   |   |    |     |    |   |
| 3.ª | 2003-04             | 29                  | 0   | 0  | - | - | - | — | — | — | 29 | 0   | 0  |   |
| Total | Total               | 29                  | 0   | 0  | 0 | 0 | 0 | 0 | 0 | 0 | 29 | 0   | 0  |   |
| Def. de Belgrano Argentina |                     |                     |     |    |   |   |   |   |   |   |    |     |    |   |
| 3.ª | 2004-05             | 30                  | 1   | 0  | - | - | - | — | — | — | 30 | 1   | 0  |   |
| Total | Total               | 30                  | 1   | 0  | 0 | 0 | 0 | 0 | 0 | 0 | 30 | 1   | 0  |   |
| El Porvenir Argentina |                     |                     |     |    |   |   |   |   |   |   |    |     |    |   |
| 2.ª | 2005-06             | 9                   | 0   | 0  | - | - | - | — | — | — | 9  | 0   | 0  |   |
| Total | Total               | 9                   | 0   | 0  | 0 | 0 | 0 | 0 | 0 | 0 | 9  | 0   | 0  |   |
| San Martín (M) Argentina |                     |                     |     |    |   |   |   |   |   |   |    |     |    |   |
| 2.ª | 2005-06             | 23                  | 2   | 0  | - | - | - | — | — | — | 23 | 2   | 0  |   |
| Total | Total               | 23                  | 2   | 0  | 0 | 0 | 0 | 0 | 0 | 0 | 23 | 2   | 0  |   |
| Platense Argentina | 2.ª                 | 2006-07             | 36  | 1  | 0 | 0 | 0 | 0 | 0 | 0 | 0  | 36  | 1  | 0 |
| Platense Argentina | 2.ª                 | 2007-08             | 16  | 1  | 0 | 0 | 0 | 0 | 0 | 0 | 0  | 16  | 1  | 0 |
| Platense Argentina | Total               | Total               | 52  | 2  | 0 | 0 | 0 | 0 | 0 | 0 | 0  | 52  | 2  | 0 |
| Unión Española · Chile |                     |                     |     |    |   |   |   |   |   |   |    |     |    |   |
| 1.ª | 2008                | 12                  | 0   | 0  | - | - | - | — | — | — | 12 | 0   | 0  |   |
| Total | Total               | 12                  | 0   | 0  | 0 | 0 | 0 | 0 | 0 | 0 | 12 | 0   | 0  |   |
| I. Rivadavia Argentina | 2.ª                 | 2008-09             | 31  | 0  | 0 | 0 | 0 | 0 | — | — | —  | 31  | 0  | 0 |
| I. Rivadavia Argentina | Total               | Total               | 31  | 0  | 0 | 0 | 0 | 0 | 0 | 0 | 0  | 31  | 0  | 0 |
| Instituto (C) Argentina | 2.ª                 | 2009-10             | 12  | 0  | 0 | 0 | 0 | 0 | — | — | —  | 12  | 0  | 0 |
| Instituto (C) Argentina | 2.ª                 | 2010-11             | 31  | 3  | 0 | 0 | 0 | 0 | 0 | 0 | 0  | 31  | 3  | 0 |
| Instituto (C) Argentina | 2.ª                 | 2011-12             | 36  | 3  | 0 | 0 | 0 | 0 | 0 | 0 | 0  | 36  | 3  | 0 |
| Instituto (C) Argentina | Total               | Total               | 79  | 6  | 0 | 0 | 0 | 0 | 0 | 0 | 0  | 79  | 6  | 0 |
| Gimnasia (LP) Argentina | 2.ª                 | 2012-13             | 35  | 8  | 0 | 1 | 0 | 0 | — | — | —  | 36  | 8  | 0 |
| Gimnasia (LP) Argentina | 1.ª                 | 2013-14             | 29  | 2  | 0 | 0 | 0 | 0 | 0 | 0 | 0  | 29  | 2  | 0 |
| Gimnasia (LP) Argentina | 1.ª                 | 2014-15             | 30  | 1  | 0 | 2 | 1 | 0 | 2 | 0 | 0  | 34  | 2  | 0 |
| Gimnasia (LP) Argentina | 1.ª                 | 2015                | 13  | 1  | 0 | 2 | 0 | 0 | 1 | 0 | 0  | 16  | 1  | 0 |
| Gimnasia (LP) Argentina | Total               | Total               | 107 | 12 | 0 | 5 | 1 | 0 | 3 | 0 | 0  | 115 | 13 | 0 |
| Colón Argentina | 1.ª                 | 2016                | 5   | 1  | 0 | 1 | 0 | 0 | — | — | —  | 6   | 0  | 0 |
| Colón Argentina | Total               | Total               | 5   | 0  | 0 | 1 | 0 | 0 | 0 | 0 | 0  | 6   | 0  | 0 |
| Ferro Argentina | 2.ª                 | 2016-17             | 18  | 0  | 0 | 0 | 0 | 0 | — | — | —  | 18  | 0  | 0 |
| Ferro Argentina | 2.ª                 | 2017-18             | 16  | 1  | 0 | 0 | 0 | 0 | — | — | —  | 16  | 1  | 0 |
| Ferro Argentina | Total               | Total               | 34  | 1  | 0 | 0 | 0 | 0 | 0 | 0 | 0  | 34  | 1  | 0 |
| Total en su carrera | Total en su carrera | Total en su carrera | 412 | 25 | 0 | 6 | 1 | 0 | 3 | 0 | 0  | 421 | 25 | 0 |
| (1) La copa nacional se refiere a la Copa Argentina y Supercopa Argentina . (2) La copa internacional se refiere a la Copa Sudamericana, Recopa Sudamericana, Copa Libertadores y Copa Suruga Bank. (3) Promedio de goles recibidos por partidos no incluye goles recibidos en partidos amistosos. |                     |                     |     |    |   |   |   |   |   |   |    |     |    |   |

## Estadísticas como entrenador
| Equipo                      | Torneo               | Temporada            | Estadísticas | Estadísticas | Estadísticas | Estadísticas | Estadísticas | Estadísticas | Estadísticas | Estadísticas | % Efect. |
| Equipo                      | Torneo               | Temporada            | PD           | G            | E            | P            | GF           | GC           | DG           | Puntos       | % Efect. |
| --------------------------- | -------------------- | -------------------- | ------------ | ------------ | ------------ | ------------ | ------------ | ------------ | ------------ | ------------ | -------- |
| Ramón Santamarina Argentina | Primera Nacional     | 2022                 | 12           | 0            | 5            | 7            | 4            | 22           | -18          | 5/36         | 13.89%   |
| Ramón Santamarina Argentina | Total                | Total                | 12           | 0            | 5            | 7            | 4            | 22           | -18          | 5/36         | 13.89%   |
| Total en sus equipos        | Total en sus equipos | Total en sus equipos | 12           | 0            | 5            | 7            | 4            | 22           | -18          | 5/36         | 13.89%   |

## Palmarés

### Campeonatos nacionales
| Título                                 | Club                   | Sede         | Año    |
| -------------------------------------- | ---------------------- | ------------ | ------ |
| Campeonato de Primera División         | Racing Club            | Buenos Aires | A-2001 |
| Campeonato de Unión Regional Deportiva | Gimnasia y Esgrima (T) | Tandil       | 2023   |

Otros logros

| Ascenso                          | Club               | Sede    | Año     |
| -------------------------------- | ------------------ | ------- | ------- |
| Campeonato de Primera B Nacional | Gimnasia y Esgrima | Córdoba | 2012/13 |